# 哈里·H·古德紀念獎
哈里·H·古德紀念獎（英語：Harry H. Goode Memorial Award）是IEEE電腦學會年度頒發的獎項之一，用來紀念哈里·H·古德在資訊處理領域的成就。哈里·H·古德紀念獎頒發銅製獎章一座及一筆獎金，以表彰無論是個別貢獻於資訊處理的傑出理論、設計或技術，或是累積一段時間在於資訊處理理論或實作，整體而言貢獻傑出的學者。

## 獲獎者
獲獎者名單:
- 1964 霍華德·艾肯
- 1965 喬治·R·斯蒂比茲（英语：George Stibitz）、康拉德·楚澤
- 1966 約翰·莫奇利、約翰·皮斯普·埃克特
- 1967 薩繆爾·N·亞歷山大（英语：Samuel N. Alexander）
- 1968 莫里斯·威爾克斯
- 1974 艾茲赫爾·戴克斯特拉
- 1975 肯尼斯·艾佛森
- 1976 勞倫斯·G·羅伯茨（英语：Lawrence Roberts (scientist)）
- 1979 赫曼·戈爾德史泰（英语：Herman Goldstine）
- 1981 東尼·霍爾
- 1983 吉恩·阿姆達爾
- 1985 卡弗·米德
- 1992 艾德華·S·戴維森（英语：Edward S. Davidson）
- 1995 邁克爾·J·弗林（英语：Michael J. Flynn）
- 1996 倫納德·克萊因羅克
- 1997 詹姆斯·E·桑頓
- 1998 威許瓦尼·阿格拉瓦爾（英语：Vishwani Agrawal）
- 1999 艾哈邁德·薩米（英语：Ahmed Sameh）
- 2000 約翰·K·伊利弗（John K. Iliffe）
- 2001 奧斯卡·H·伊瓦拉（英语：Oscar H. Ibarra）
- 2002 伊恩·F·阿基歐德玆（英语：Ian F. Akyildiz）
- 2003 陳品山
- 2004 愛德蒙·克拉克
- 2005 約翰·霍普克洛夫特
- 2006 阿倫·傑·史密斯（英语：Alan Jay Smith）
- 2007 小蓋伊·史提爾
- 2008 達爾馬·阿格拉瓦爾（英语：Dharma Agrawal）
- 2009 馬特奧·瓦萊羅（英语：Mateo Valero）
- 2010 （未頒獎）
- 2011 摩西·瓦迪（英语：Moshe Y. Vardi）
- 2012 阿文德（英语：Arvind (computer scientist)）
- 2013 亞爾·帕特（英语：Yale Patt）
- 2014 諾曼·P·鳩琵
- 2015 大衛·帕多瓦（David Padua）
- 2016 喬瓦尼·德·米凱利
- 2017 曼尼·錢迪（英语：K. Mani Chandy）、賈亞達夫·米斯拉（英语：Jayadev Misra）
- 2018 孔勒·歐魯克頓（英语：Kunle Olukotun）
- 2019 瑪麗蓮C.沃夫（英语：Marilyn C. Wolf）
- 2020 伊恩·福斯特（英语：Ian Foster (computer scientist)）、卡爾·凱塞爾曼（英语：Carl Kesselman）
- 2021 約瑟普·托雷拉斯（英语：Josep Torrellas）
- 2022 蘇巴西什·米特拉（英语：Subhasish Mitra）
- 2023 J·J·加西亞-魯納-阿塞維斯（英语：J.J. Garcia-Luna-Aceves）

## 外部連結
- Harry H. Goode Memorial Award - IEEE Computer Society.（页面存档备份，存于） 哈里·H·古德紀念獎獲獎者列表。
- IEEE Computer Society Award List. IEEE各種獎項簡介。